# Отец-Кирилово
Отец-Кирилово (болг. Отец Кирилово) — село в Болгарии. Находится в Пловдивской области, входит в общину Брезово. Население составляет 306 человек.

## Политическая ситуация
В местном кметстве Отец-Кирилово, в состав которого входит Отец-Кирилово, должность кмета (старосты) исполняет Лиляна Александрова Манолова (независимый) по результатам выборов правления кметства.
Кмет (мэр) общины Брезово — Стоян Генчев Минчев (коалиция партий: Союз демократических сил, Болгарская социал-демократия, ВМРО — Болгарское национальное движение, Болгарский земледельческий народный союз, Земледельческий народный союз, Национальное движение за права и свободы) по результатам выборов.